# Quận Wilkes, North Carolina
Quận Wilkes là một quận nằm ở tiểu bang Bắc Carolina.  Tại thời điểm năm 2000, quận có dân số 65.632 người, dân số giữa năm 2006 là 67.310 người. Quận lỵ đóng ở Wilkesboro6.

### Các thị trấn
Quận được chia thành 22 townships: Antioch, Beaver Creek, Boomer, Brushy Mountains, Edwards, Elk Creek, Hays, Jobs Cabin, Lewis Fork, Lovelace, Moravian Falls, Mulberry, New Castle, North Wilkesboro, Rock Creek, Somers, Stanton, Traphill, Union, Walnut Grove, Millers Creek and Wilkesboro.

### Các quận giáp ranh
- Quận Alleghany (bắc)
- Quận Surry (đông bắc)
- Quận Yadkin (đông)
- Quận Iredell (đông nam)
- Quận Alexander (nam)
- Quận Caldwell (tây nam)
- Quận Watauga (tây)
- Quận Ashe (tây bắc)

## Thông tin nhân khẩu
Theo cuộc điều tra dân số2 tiến hành năm 2000, quận này có dân số 65.632 người, 26.650 hộ, và 19,321 gia đình sinh sống trong quận này. Mật độ dân số là 87 người trên mỗi dặm Anh vuông (33/km²). Đã có 29.261 đơn vị nhà ở với một mật độ bình quân là 39 trên mỗi dặm Anh vuông (15/km²).  Cơ cấu chủng tộc của dân cư sinh sống tại quận này gồm 92,95% người da trắng, 4,16% người da đen hoặc người Mỹ gốc Phi, 0,14% người thổ dân châu Mỹ, 0,32% người gốc châu Á, 0,04% người các đảo Thái Bình Dương, 1,71% từ các chủng tộc khác, và 0,66% từ hai hay nhiều chủng tộc.  3,45% dân số là người Hispanic hoặc người Latin thuộc bất cứ chủng tộc nào.
Có 26,650 hộ trong đó có 30,20% có con cái dưới tuổi 18 sống chung với họ, 59,10% là những cặp kết hôn sinh sống với nhau, 9,40% có một chủ hộ là nữ không có chồng sống cùng, và 27,50% là không gia đình. 24,50% trong tất cả các hộ gồm các cá nhân và 10,00% có người sinh sống một mình và có độ tuổi 65 tuổi hay già hơn.  Quy mô trung bình của hộ là 2,43 còn quy mô trung bình của gia đình là 2,87,
Phân bố độ tuổi của cư dân sinh sống trong huyện là 22,60% dưới độ tuổi 18, 7,90% từ 18 đến 24, 29,70% từ 25 đến 44, 25,70% từ 45 đến 64, và 14,10% người có độ tuổi 65 tuổi hay già hơn.  Độ tuổi trung bình là 38 tuổi. Cứ mỗi 100 nữ giới thì có 97,30 nam giới. Cứ mỗi 100 nữ giới có độ tuổi 18 và lớn hơn thì, có 95,70 nam giới.
Thu nhập bình quân của một hộ ở quận này là $34.258, và thu nhập bình quân của một gia đình ở quận này là $40.607, Nam giới có thu nhập bình quân $27.346 so với mức thu nhập $21.089 đối với nữ giới. Thu nhập bình quân đầu người của quận là $17.516, Khoảng 8,80% gia đình và 11,90% dân số sống dưới ngưỡng nghèo, bao gồm 13,20% những người có độ tuổi 18 và 17,20% là những người 65 tuổi hoặc già hơn.

## Wilkes County Chambers of Commerce
- The Wilkes County Chamber of Commerce